# The All Seeing Eye
The All Seeing Eye – dziewiąty album studyjny amerykańskiego saksofonisty jazzowego Wayne’a Shortera, wydany po raz pierwszy w 1966 roku z numerem katalogowym BLP 4219 i BST 84219 nakładem Blue Note Records.

## Powstanie
Cztery z pięciu zamieszczonych na płycie kompozycji napisał Wayne Shorter, jedną, Mephistopheles – jego brat Alan Shorter.
Materiał na płytę został zarejestrowany 15 października 1965 roku przez Rudy’ego Van Geldera w należącym do niego studiu (Van Gelder Studio) w Englewood Cliffs w stanie New Jersey. Produkcją albumu zajął się Alfred Lion.

## Lista utworów
Opracowano na podstawie materiału źródłowego.
Wydanie LP
Strona A
| Nr | Tytuł utworu         | Muzyka        | Długość |
| -- | -------------------- | ------------- | ------- |
| 1. | „The All Seeing Eye” | Wayne Shorter | 10:32   |
| 2. | „Genesis”            | Shorter       | 11:46   |
| 3. | „Chaos”              | Shorter       | 6:56    |
|    |                      |               | 29:14   |

Strona B
| Nr | Tytuł utworu       | Muzyka       | Długość |
| -- | ------------------ | ------------ | ------- |
| 1. | „Face of the Deep” | Shorter      | 5:29    |
| 2. | „Mephistopheles”   | Alan Shorter | 9:40    |
|    |                    |              | 15:09   |

## Twórcy
Opracowano na podstawie materiału źródłowego.
Muzycy:
- Wayne Shorter – saksofon tenorowy
- James Spaulding – saksofon altowy
- Freddie Hubbard – trąbka, skrzydłówka
- Grachan Moncur III – puzon
- Alan Shorter – skrzydłówka (wyłącznie w B3)
- Herbie Hancock – fortepian
- Ron Carter – kontrabas
- Joe Chambers – perkusja

Produkcja:
- Alfred Lion – produkcja muzyczna
- Rudy Van Gelder – inżynieria dźwięku
- Reid Miles – projekt okładki
- Francis Wolff – fotografia na okładce
- Nat Hentoff – liner notes
- Michael Cuscuna – produkcja muzyczna (reedycja na CD)